# Operation Shingle
Operation Shingle (22. januar 1944), under Felttoget i Italien under 2. verdenskrig, var en allieret amfibielandgang mod aksemagternes styrker i området omkring Anzio og Nettuno i Italien. Operationen blev ledet af generalmajor John P. Lucas og havde til formål at falde de tyske styrker ved Gustav-linjen i ryggen og muliggøre et angreb på Rom. Det efterfølgende slag kaldes i reglen for slaget ved Anzio.

## Baggrund
I slutningen af 1943 efter invasionen af Italien var de Allierede styrker gået i stå ved Gustavlinjen, en forsvarslinje tværs over Italien syd for Rom. Terrænet i det centrale Italien havde vist sig ideelt for forsvar og feltmarskal Albert Kesselring udnyttede dette til fulde. Der blev gjort adskillige allierede forsøg på at bryde dødvandet, men Winston Churchills ide om "Operation Shingle" blev i starten betragtet med foragt af general George Marshall, som var mere optaget af at planlægge en stor invasion i Normandiet end på at høre på Churchills ideer om amfibieoperationer. Først efter at Churchill personligt havde appelleret til Franklin D. Roosevelt blev planen godkendt af ham og Josef Stalin, som hilste enhver større vestallieret offensiv velkommen, fordi den kunne taget noget af presset fra Østfronten. Et stort angreb i syd fra 5. amerikanske armé under kommando af generalløjtnant Mark W. Clark, skulle trække Tysklands udmarvede styrker væk fra området ved Rom og fra bakkerne mellem Rom og kysten. Dette ville gøre det muligt for 5. armés 6. korps at gennemføre en overraskende landgang under kommando af generalmajor John P. Lucas i området ved Anzio/Nettuno og en efterfølgende hurtig fremrykning ind i Albanerbjergene og afskære de tyske kommunikationslinjer og "true ryggen på det tyske 14. panserkorps" under general Fridolin von Senger und Etterlin.

## Planen
Planlæggerne hævdede, at hvis Kesselring (som havde kommandoen over de tyske tropper i Italien) trak tropper væk fra Gustavlinjen for at forsvare sig mod det allierede angreb, ville de allierede styrker kunne gennembryde linjen, og hvis Kesselring ikke overførte tropper fra Gustavlinjen, så ville Operation Shingle true med at erobre Rom og afskære de tyske enheder, som forsvarede Gustavlinjen. Skulle tyskerne have tilstrækkelige forstærkninger til rådighed til at forsvare såvel Rom som Gustavlinjen mente de Allierede at operationen trods alt ville være vellykket da den kunne fastholde tropper, som ellers ville kunne indsættes på den anden front. Operationen blev officielt droppet den 18. december 1943, men blev senere sat på programmet igen.
General Clark mente ikke, at han havde tilstrækkelig store styrker på fronten i Syditalien til at kunne udnytte et gennembrud. Hans plan var derfor baseret på at offensiven i syd skulle tiltrække Kesselrings reserver og give styrken ved Anzio mulighed for et hurtigt udbrud fra brohovedet ind i landet. Det ville også afspejle de ordrer han havde fået fra general Harold Alexander om at "... gennemføre en landgang i nærheden af Rom med det formål at afskære fjendens kommunikationslinjer og true bagsiden af det tyske 14. korps [ved Gustavlinjen]." Imidlertid afspejlede hans skrevne ordrer til Lucas ikke rigtig denne hensigt. Oprindelig havde Lucas fået ordre om "1. Erobre og sikre et [brohoved] i nærheden af Anzio 2. Rykke frem og sikre Colli Laziali [Albanerbjergene] 3. Være klar til at rykke mod Rom". Clarks endelige ordrer lød imidlertid: "...2. Rykke frem mod Colli Laziali" hvilket gav Lucas en betydelig fleksibilitet med hensyn til tidspunktet for enhver fremrykning mod Albanerbjergene. Det er sandsynligt, at den forsigtighed, som blev udvist af både Clark og Lucas i en vis grad var et resultat af Clarks erfaringer under det vanskelige slag om brohovedet ved Salerno samt Lucas' naturlige forsigtighed som følge af hans manglende kamperfaring.
Hverken Clark eller Lucas havde fuld tillid til deres overordnede eller operationsplanen. I lighed med hovedparten af staben ved 5. armé mente de, at Shingle var en opgave som krævede to korps eller måske en hel armé. Nogle få dage før angrebet skrev Lucas i sin dagbog: "Det ender med at de sætter mig i land med utilstrækkelige styrker, så jeg kommer i alvorlige vanskeligheder ... og hvem får så skylden?" og "[operationen] har en kraftig lugt af Gallipoli og tilsyneladende er den samme amatør stadig på trænerbænken." "Amatøren" kan kun have været en henvisning til Winston Churchill, som blev gjort ansvarlig for den katastrofale landgang ved Gallipoli under 1. verdenskrig, og som personlig var fortaler for Shingle.

### Knaphed på skibe
Et af problemerne med planen var knapheden på landgangsfartøjer. Især de amerikanske ledere var indstillet på at intet måtte forsinke invasionen i Normandiet og støtteoperationen i Sydfrankrig. Operation Shingle ville kræve brug af landgangsskibe, som skulle bruges i disse operationer. Oprindelig skulle Shingle afgive disse skibe den 15. januar. Da dette imidlertid blev vurderet til at være problematisk gav præsident Roosevelt tilladelse til at fartøjerne kunne anvendes indtil 5. februar.
Oprindelig var der kun tilstrækkelig mange landgangsskibe til rådighed, til at en enkelt division kunne landsættes i Shingle. Senere insisterede Churchill på at der blev stillet tilstrækkelig mange skibe til rådighed, så to divisioner kunne landsættes. De allierede efterretningstjenester mente, at der var fem eller seks tyske divisioner i området, men den amerikanske 5. armés efterretningsvæsen undervurderede stærkt den 10. tyske armés aktuelle kampkraft, idet den mente, at mange af enhederne var udkørte efter at have været involveret i defensive slag siden september.

### Slagorden
De allierede styrker under dette angreb bestod af 5 krydsere, 24 destroyere, 238 landgangsfartøjer, mere end 62 andre skibe, 40.000 soldater og over 5000 køretøjer.
Angrebet bestod af tre grupper:

#### Den britiske styrke ("Peter Beach")
Denne styrke angreb kysten 10 km nord for Anzio.
- 1. britiske infanteridivision
  - 1. infanteribrigade
    - 1. bataljon The Loyal Regiment
    - 2. bataljon The North Staffordshire Regiment
    - 6. bataljon The Gordon Highlanders

  - 2. infanteribrigade
    - 1. bataljon The Duke of Wellington's Regiment
    - 2. bataljon The Sherwood Foresters
    - 1. bataljon The King's Shropshire Light Infantry

  - 24. infanteribrigade
    - 5. bataljon Grenadier Guards
    - 1. bataljon Irish Guards
    - 1. bataljon Scots Guards

  - 1. opklaringsregiment
  - 2/7. The Middlesex Regiment
  - 2., 19. og 67. feltartilleriregiment
  - 81. panserværnsregiment
  - 90. lette antiluftskytsregiment
  - 23., 238. og 248. ingeniørkompagni
  - 6. feltudrustningskompagni
  - 1. brolægningsdeling
- 46. Royal Tank Regiment
- 2. Special Service Brigade (delvis)
  - No.9 Commando
  - No.43 Commando

#### Den nordvestlige amerikanske styrke ("Yellow Beach")
Den styrke angreb havnen i Anzio.
- 6615. Rangerregiment
  - 1st Rangerbataljon
  - 3rd Rangerbataljon
  - 4th Rangerbataljon
  - 509. faldskærmsinfanteribataljon
  - 83. mortérbataljon
- 93. felthospital
- 95. felthospital

#### Den sydvestlige amerikanske styrke ("X-Ray Beach")
Denne styrke angreb kysten 10 km øst for Anzio. Invasionsplanen gik oprindelig ud på, at 504. faldskærmsregiment skulle nedkastes nær Aprilia, 13 km nord for Anzio, hvilket ville have placeret det i stilling til en hurtig erobring af det vigtige vejkryds ved Campoleone, som ikke blev erobret før i slutningen af maj. Denne plan blev imidlertid opgivet den 20. januar, tilsyneladende på grund af de høje tab under de luftbårne angreb på Sicilien. 504. luftbårne regiment blev herefter landsat fra havet.
- amerikanske 3. infanteridivision
  - 7. infanteriregiment
    - 1/7 infanteribataljon
    - 2/7 infanteribataljon
    - 3/7 infanteribataljon

  - 15. infanteriregiment
    - 1/15 infanteribataljon
    - 2/15 infanteribataljon
    - 3/15 infanteribataljon

  - 30. infanteriregiment
    - 1/30 infanteribataljon
    - 2/30 infanteribataljon
    - 3/30 infanteribataljon

  - 3. infanteridivisions artilleri
    - 9. mellemsvære artilleriafdeling
    - 10., 39. og 41. feltartilleriafdeling

  - 10. ingeniørbataljon
  - 601. Panserjagerbataljon
  - 751. Panserbataljon
  - 441. Antiluftskytsbataljon
  - B-batteriet, 36. feltartilleriregiment
  - 69. selvkørende feltartilleriafdeling
  - 84. mortérbataljon (motoriseret)
- 504. faldskærmsregiment
  - 1/504 Faldskærmsinfanteribataljon
  - 2/504 Faldskærmsinfanteribataljon
  - 3/504 Faldskærmsinfanteribataljon

### Angreb i syd
5. armés angreb på Gustavlinjen begyndte den 16. januar 1944 ved Monte Cassino. Selv om operationen ikke opnåede et gennembrud lykkedes den delvis i sit primære formål. General Heinrich von Vietinghoff, som havde kommandoen over Gustavlinjen tilkaldte forstærkninger, og Kesselring overførte 29. og 90. pansergrenaderdivision fra Rom.

## Slaget

### Indledende landsætninger
Landsætningerne begyndte den 22. januar 1944.
Selv om det var ventet, at man ville møde modstand, som ved Salerno i 1943, mødte de første landsætninger praktisk taget ingen modstand, bortset fra beskydning fra Luftwaffe, som beskød landgangen med maskingeværer.
Ved midnat var 36.000 soldater og 3200 køretøjer landsat på strandene. 13 allierede soldater var blevet dræbt og 97 såret. Omkring 200 tyskere var taget til fange. 1. division var trængt 3 km ind i landet. Rangers erobrede Anzios havn. 509. luftbårne bataljon erobrede Nettuno, og 3. division trængte 5 km ind i landet.
I de første dage af operationerne havde ledelsen af den italienske modstandsbevægelse et møde med de Allieredes hovedkvarter. Den tilbød at vise de allierede styrker vej i Albanerbjergene, men de allierede chefer afslog tilbuddet.

### Efter landsætningerne
Det er klart, at Lucas' overordnede forventede en eller anden form for offensiv fra ham. Formålet med landgangen var at falde det tyske forsvar på Vinterlinjen i ryggen og drage fordel af deres udsatte ryg, og forhåbentlig få dem til i panik at trække sig nordpå forbi Rom. Imidlertid fyldte Lucas flere mænd og materiel ind i sit lille brohoved og forstærkede sine forsvarsstillinger.
Winston Churchill var tydeligvis utilfreds med denne handling: "Jeg havde håbet at vi kastede en vildkat ind på stranden, men det eneste vi fik var en strandet hval", sagde han.
Lucas' beslutning er fortsat kontroversiel. Den kendte militærhistoriker John Keegan skrev: "hvis Lucas havde taget risikoen med at styrte mod Rom på førstedagen, ville hans fortropper formentlig være nået frem, men de ville snart blive knust. Han kunne imidlertid godt have sat sig på områder et godt stykke inde i land.'" Lucas havde imidlertid ikke tiltro til den strategiske planlægning af operationen. Han kunne også hævde, at hans fortolkning af ordrerne fra general Clark ikke var urimelig. Med to divisioner i land, og overfor to til tre gange så mange tyskere, ville det ikke være urimeligt om Lucas anså brohovedet for usikkert. Ifølge Keegan opnåede Lucas ved sine handlinger det værst mulige, idet han udsatte sine styrker for fare uden samtidig at udsætte fjenden for nogen."

### Aksestyrkernes reaktion
Kesselring fik besked om landsætningerne kl. 3 om morgenen den 22. januar. Selv om landsætningerne kom som en overraskelse, havde Kesselring udarbejdet planer til at imødegå landsætninger på alle mulige steder. Alle hans planer var baseret på at hans divisioner tidligere havde organiseret en motoriseret reaktionsstyrke (kampfgruppe) som hurtigt kunne imødegå truslen og skaffe tid til at resten af forsvaret kunne komme på plads. Klokken 5 beordrede han en kampfgruppe fra 4. faldskærmsdivision og Hermann Göring-divisionen til at forsvare vejene som førte fra Anzio til Albanerbjergene via Campoleone og Cisterna idet hans planer forventede at omkring 20.000 forsvarende tropper ville være ankommet ved slutningen af den første dag. Desuden anmodede han OKW om at sende forstærkninger, og der kom svarende til mere end tre divisioner fra Frankrig, Jugoslavien og Tyskland og Kesselring fik overdraget kommandoen over yderligere tre divisioner i Italien, som havde været underlagt OKWs direkte kommando. Senere samme morgen beordrede han generaloberst Eberhard von Mackensen (14. armé) og general von Vietinghoff (10. arme – Gustavlinjen) til at sende ham yderligere forstærkninger.
De tyske enheder i den umiddelbare nærhed var rent faktisk blevet sendt af sted for at forstærke Gustavlinjen blot nogle få dage tidligere. Alle til rådighed stående reserver fra sydfronten eller på vej dertil blev hastet mod Anzio. De omfattede 3. pansergrenader- og 71. infanteridivision samt hovedparten af Luftwaffes Herman Göring-panserdivision. I starten mente Kesselring, at et vellykket forsvar ikke kunne gennemføres hvis de Allierede gennemførte et større angreb den 23. eller 24. januar, men sent den 22. januar overbeviste manglen på aggressive handlinger ham om at et forsvar kunne gennemføres. Trods det ankom der kun få ekstra forsvarere den 23. januar, selv om ankomsten om aftenen den 22. januar af general Alfred Schlemm og hans hovedkvarter for 1. faldskærmskorps betød at der kom bedre styr på og målrettethed i de tyske forsvarsforberedelser. Den 24. januar havde tyskerne imidlertid over 40.000 tropper placeret i forberedte stillinger.
Tre dage efter landsætningerne var brohovedet omringet af en forsvarslinje, som bestod af tre divisioner: 4. faldskærmsdivision mod vest, 3. pansergrenaderdivision i midten og Hermann Göring-panserdivisionen mod øst.
Wehrmachts 14. armé under kommando af general von Mackensen, overtog ledelsen af forsvaret den 25. januar. Dele af 8 tyske divisioner var indsat i en forsvarsring omkring brohovedet, og yderligere fem divisioner var på vej til området ved Anzio. Kesselring gav ordre til at et angreb på brohovedet skulle begynde den 28. januar, om end det blev udsat til 1. februar.

### Allieret offensiv
Yderligere troppebevægelser omfattede ankomsten af de amerikanske 45. infanteridivision og 1. panserdivision, hvilket bragte de allierede styrker i brohovedet op på i alt 69.000 mand, 508 kanoner og 237 kampvogne den 29. januar, mens det samlede antal forsvarende tyskere var vokset til 71.500. Lucas indledte et knibtangsangreb den 30. januar. Mens en styrke skulle afskære hovedvej 7 ved Cisterna inden den trængte østpå ind i Albanerbjergene skulle en anden styrke rykke nordøst op ad Via Anziate mod Campoleone. Under kraftige kampe trængte den britiske 1. division frem, men det lykkedes den ikke at erobre Campoleone og endte slaget i et udsat frontfremspring langs Via Anzinate. På højre fløj gennemførte to bataljoner Rangers et voveligt skjult fremstød mod Cisterna som forløber for hovedangrebet, men da det blev lyst blev de angrebet og afskåret. Af de 767 mand i 1. og 3. rangerbataljon vendte 6 tilbage bag de allierede linjer og 743 blev taget til fange. Angrebet fra 3. division erobrede et område, som var indtil 5 km dybt over en 11 km bred front, men det lykkedes ikke at bryde igennem eller erobre Cisterna.

### Tyske modangreb
I starten af februar udgjorde de tyske styrker i 14. armé ca. 100.000 mand i to armékorps; 1. faldskærmskorps under Schlemm og 76. panserkorps under generalløjtnant Traugott Herr.
De allierede styrker udgjorde på dette tidspunkt i alt 76.400 heriblandt den netop ankomne 56. britiske infanteridivision Efter at have gennemført forsøgsvise angreb på Campoleone frontfremspringet om eftermiddagen den 3. februar indledte de tyske styrker et storstilet modangreb kl. 23.00 med henblik på at fjerne frontfremspringet og rette fronten ud. Von Mackensen havde planlagt at frontfremspringet skulle trænges tilbage i stedet for at gennemføre et hurtigt fokuseret fremstød, som ville afskære det. Nogle timer efter at angrebet begyndte var sammenhængen i fronten gået helt i opløsning, og kampen om frontfremspringet var blevet til en række kampe mellem mindre enheder, som bølgede frem og tilbage i kløfterne. Om morgenen den 4. februar begyndte situationen at blive mere alvorlig. Irish Guards havde kun et sammenhængene kompagni tilbage og på den anden side af frontfremspringet var 6. Gordon Highlanders begyndt at gå i opløsning. Selv om bunden af frontfremspringet således næsten var brudt sammen lykkedes det Lucas at afstive 1. divisions forsvar med en af de nyligt ankomne brigader fra 56. division, hvilket gjorde det muligt at trække 3. infanteribrigade tilbage til reserven fra det forreste af frontfremspringet, hvor det var blevet sårbart overfor at blive afskåret. Fra 5. til 7. februar brugte begge sider kraftig artilleribeskydning og bomber til at forstyrre modparten. Klokken 21. den 7. februar fornyede tyskerne deres angreb. Igen var kampene voldsomme og det var på dette tidspunkt at major William Sidney fra Grenadier Guards vandt Victoria Cross. De Allierede blev langsomt trængt tilbage og den 10. februar var de trængt tilbage fra frontfremspringet. Lucas gav ordre til angreb den 11. februar for at generobre det mistede, men tyskerne var advaret af en melding opsnappet over radioen og afviste det dårligt koordinerede allierede angreb.
Den 16. februar indledte tyskerne en ny offensiv (Operation Fischfang) ved linjen omkring Via Anziate. Efter desperate kampe var de Allierede den 18. februar under angreb i det oprindelige brohoved, men et modangreb fra reserverne i 6. korps stoppede de tyske fremstød, og Fischfang døde ud, da begge sider var udmattede. Under Fischfang havde tyskerne lidt tab på 5400, mens de Allierede havde 3500. Begge sider havde haft tab på 20.000 siden de første landsætninger.
Selv om tropperne var udmattede insisterede Hitler på, at 14. armé skulle fortsætte med at angribe. Som følge heraf blev et yderligere angreb startet den 19. februar, denne gang på 76. panserkorps' front omkring Cisterna. Dette fremstød opnåede ikke meget udover at påføre 14. armé yderligere tab på 2500.

### Lucas udskiftes
Churchill havde fortsat med at stejle over Lucas' bemærkede passivitet. Han havde den 10. februar skrevet til Alexander og tilskyndet ham til at bruge sin autoritet, og Alexander havde besøgt brohovedet den 14. februar for at fortælle Lucas at han ønskede et udbrud så snart den taktiske situation tillod det. Efter sit besøg skrev Alexander til Chief of the Imperial General Staff Alan Brooke:
| Citat | Jeg er skuffet over hovedkvarteret for 6. korps. De er negative og mangler den fornødne drivkraft og entusiasme til at få tingene gjort. De syntes at være blevet deprimeret over hændelserne | Citat |
|       | |       |

 Den 15. februar skrev Lucas i sin dagbog:
| Citat | Jeg er bange for at toppen ikke er helt tilfreds med mit arbejde ... De er naturligvis skuffede over at jeg ikke har jaget fritzerne ud af Italien, men der var ingen militære grunde til at jeg skulle have været i stand til at gøre det. Rent faktisk er der ingen militær grund til "Shingle". | Citat |
|       | |       |

Den 16. februar blev det på en højtstående konference ved Alexander med deltagelse af Clark og Wilson, chefen for AFHQ besluttet at udpege to underordnede under Lucas, Lucian Truscott og den britiske generalmajor Vyvyan Evelegh. Clark udskiftede den 22. februar Lucas med Truscott, og udpegede Lucas til vicechef for 5. armé indtil en passende stilling kunne findes til ham hjemme i USA.

## Dødvande, planlægning af Operation Diadem
Begge sider havde erkendt at der ikke kunne opnås noget afgørende resultat før foråret og gik i defensiven med aggressiv patruljering og artilleridueller mens de arbejdede på at genopbygge deres kampkraft. I forberedelse af forårets komme beordrede Kesselring etablering af en ny forsvarslinje Caesar C linjen, bag linjen ved brohovedet fra Tiberens munding lige syd for Rom gennem Albano, syd for Albanerbjergene til Valmontone og tværs over Italien til Adriaterhavets kyst ved Pescara, bag hvilken 14. armé og til venstre for dem 10. armé kunne trække sig tilbage, når der opstod behov for det. I mellemtiden var Lucian Truscott, som var blevet forfremmet fra at lede den 3. amerikanske infanteridivision til at erstatte Lucas som leder af 6. korps den 22. februar, sammen med sin stab gået i gang med at udforme planer for et afgørende angreb som led i en generel offensiv, som general Harold Alexander, chefen for de allierede styrker i Italien, planlagde gennemført i maj og som ville indebære en storoffensiv mod Gustavlinjen, Operation Diadem (som senere blev kaldt Fjerde slag om Cassino). Målet med planen var at trække alle Kesselrings arméer i kamp og fjerne enhver chance for at tyskerne flyttede tropper fra Italien til andre fronter. Det var også planen at indeslutte hovedparten af den 10. tyske armé mellem de allierede styrker, som rykkede frem gennem Gustavlinjen og 6. Korps som stødte ind i landet fra Anzio.
I marts blev den 2. italienske SS "Vendetta" bataljon og 29. italienske SS-riffelbataljon sendt af sted for at kæmpe mod de britisk-amerikanske tropper i Anzio/Nettuno brohovedet. De var spredt mellem tyske bataljoner og senere gav de ledende tyske officerer de italienske tropper rosende omtale. På grund af det mod og den pligtfølelse som de frivillige italienske SS-enheder viste, blev de optaget i Waffen-SS, med alle de pligter og rettigheder som det medførte.
I marts ankom 34. amerikanske infanteridivision og i starten af maj 36. infanteridivision mens den 56. britiske division var blevet afløst af den 5. britiske division. I slutningen af maj var der omkring 150.000 allierede tropper i brohovedet. 5 amerikanske og 2 britiske divisioner, som stod overfor 5 tyske divisioner. Tyskerne var vel forskansede i forberedte stillinger, men havde mangel på officerer og underofficerer da offensiven startede sidst i maj, og de havde ingen reserver (de var alle blevet sendt sydpå til kampene ved Gustavlinjen).
Selv om Alexanders overordnede plan for Diadem krævede at 6. korps skulle trænge ind i landet og afskære hovedvej 6, bad Clark Truscott om at forberede alternative planer og være klar til at skifte fra den ene til den anden i løbet af 48 timer. Af de fire scenarier, som Truscott forberedte, gik Operation Buffalo ud på et angreb gennem Cisterna, ind i hullet i bjergene og afskære hovedvej 6 ved Valmontone. Operation Turtle derimod forudså hovedfremstødet til venstre for Albanerbjergene, erobring af Campoleone, Albano og videre mod Rom. Den 5. maj valgte Alexander Buffalo og udstedte ordrer til Clark herom.
Clark var imidlertid fast besluttet på at 6. korps skulle gå direkte mod Rom, som det fremgår af hans senere skrifter: "Vi ønskede ikke blot at få æren for at erobre Rom, men følte at vi fortjente den... Ikke blot ville vi være den første hær, som erobrede Rom sydfra, men vi ønskede at folk derhjemme vidste at det var 5. armé som gjorde det, og kendte den pris, som var betalt for det". Han hævdede overfor Alexander at 6. korps ikke havde tilstrækkelig styrke til at fange den tyske 10. armé og i stedet for at tydeliggøre sin krav var Alexander forsonlig og gav udtryk for, at et fremstød mod Rom stadig var en mulighed, hvis Buffalo kom i vanskeligheder. Den 6. maj meddelte Clark Truscott at "...erobringen af Rom er det eneste vigtige mål og vær klar til at gennemføre Turtle så vel som Buffalo".
Truscotts planlægning af Buffalo var omhyggelig: Den 5. britiske division og 1. division til venstre skulle angribe langs kysten og op ad Via Anziate for at fastholde den 4. tyske faldskærmsdivision, 65. infanteridivision og 3. pansergrenaderdivision, mens de amerikanske 45. infanteri-, 1. panser- og 3. infanteridivisioner gennemførte hovedangrebet mod de tyske 362. og 715. infanteridivisioner i retning mod henholdsvis Campoleone, Velletri og Cisterna. På de Allieredes yderste højrefløj skulle 1. Special Service Force beskytte det amerikanske angrebs flanke.

## Udbrud
Den 23. maj 1944 kl. 5.45 indledte 1.500 allierede kanoner beskydningen. 40 minutter senere holdt de pause mens der blev gennemført luftangreb som nærstøtte og startede herefter igen mens infanteri og kampvogne rykkede frem. Kampene den første dag var intense: 1. panserdivision mistede 100 kampvogne og 3. infanteridivision havde tab på 955, det største antal på en enkelt amerikansk division under 2. verdenskrig. Tyskerne led også tab, og 362. division vurderede at have mistet 50 % af sin kampkraft.
Mackensen havde været overbevist om at de Allieredes hovedangreb ville komme op ad Via Anziate, og voldsomheden af den britiske finte den 23. og 24. maj gjorde, at han holdt fast i sin holdning. Kesselring derimod var overbevist om at de Allieredes mål var at tage hovedvej 6 og beordrede Hermann Göring-panserdivisionen, som hvilede 250 km borte ved Livorno, til Valmontone for at holde hovedvej 6 åben for 10. armé, som trak sig tilbage ad denne vej fra Cassino.
Om eftermiddagen den 25. maj faldt Cisterna endelig til 3. division, som måtte gå fra hus til hus og fjerne den tyske 362. division, som ikke ville trække sig tilbage, og som følge heraf var så godt som udslettet ved dagens slutning. Ved slutningen af den 25. maj var 3. infanteridivision på vej ind i Valletri hullet nær Cori, og dele af 1. panserdivision var nået 5 km fra Valmontone og var i kontakt med enheder af Herman Göring-divisionen, som netop begyndte at ankomme fra Leghorn. Selv om 6. korps havde haft tab på over 3000 i tre dages kampe fulgte Operation Buffalo planen, og Truscott var sikker på at et samlet angreb fra 1. panser- og 3. infanteridivision den følgende dag ville placere hans tropper hen over hovedvej 6.
Om aftenen den 25. maj fik Truscott nye ordrer fra Clark via operationsofficeren brigadegeneral Don Brand. Disse gik i praksis ud på at gennemføre Operation Turtle og dreje hovedangrebsretningen 90 grader til venstre. Vigtigst var det, at selv om angrebet mod Valmontone og hovedvej 6 skulle fortsætte skulle 1. panserdivision trække sig tilbage for at forberede sig på at udnytte det planlagte gennembrud langs den nye angrebslinje, og lade 3. division alene om at fortsætte mod Valmontone med 1. Special Service Force som støtte. Clark meddelte Alexander disse ændringer sent på morgenen den 26. maj, da ændringen af disse ordrer var et fait accompli.
Truscott var chokeret, og skrev senere: "...Jeg var paf. Dette var ikke tidspunktet til et angreb mod nordvest, hvor fjenden stadig var stærk. Vi skulle føre hovedparten af vor styrke ind i Valmontone hullet for at sikre ødelæggelsen af den retirerende tyske armé. Jeg ville ikke udføre ordren uden først at have talt med general Clark personligt. ...[Imidlertid] var han ikke i brohovedet og kunne ikke nås over radio....således var ordren som ændrede hovedindsatsen fra Valmontone-hullet og forhindrede ødelæggelsen af den tyske 10. armé. Den 26. maj blev ordren udført.". Han fortsatte med at skrive: "Der har aldrig været tvivl i mit sind om, at hvis general Clark loyalt havde fulgt general Alexanders instrukser, havde han ikke ændret retningen af mit angreb til nordvest den 26. maj, og det strategiske mål med Anzio ville da være blevet opfyldt fuldt ud. At være den første i Rom var en dårlig kompensation for denne spildte mulighed".
Den 26. maj mens 6. korps indledte sin vanskelige manøvre kastede Kesselring elementer af 4 divisioner ind i Velletri-hullet for at bremse fremrykningen mod hovedvej 6. I fire dage kæmpede de hårdt mod 3. division indtil de til sidst trak sig tilbage den 30. maj efter at have holdt hovedvej 6 åben i fire dage og ladet 7 divisioner fra 10. armé trække sig tilbage og begive sig til nord for Rom.
I den nye angrebsretning kom man ikke langt før 1. panserdivision var på plads den 29. maj, hvor fronten flyttede sig til Caesar C linjens hovedstillinger. Trods det virkede et hurtigt gennembrud usandsynligt indtil generalmajor Fred Walkers 36. infanteridivision den 30. maj fandt et hul i Ceasarlinjen mellem 1. faldskærmskorps og 76. panserkorps. Ved at klatre op ad de stejle skråninger på Monte Artemisio truede de Velletri bagfra og tvang forsvarerne til at trække sig tilbage. Dette var en afgørende skillelinje og von Mackensen indgav sin afskedsansøgning, som Kesselring modtog.
For at øge presset yderligere gav Clark 2. amerikanske korps, som havde kæmpet sig vej langs kysten fra Gustavlinjen og havde sluttet sig til 6. korps den 25. maj, ordre til at angribe højre om Albanerbjergene og rykke frem langs hovedvej 6 til Rom.
Den 2. juni brød Caesarlinjen sammen under det stigende pres, og 14. armé indledte et kæmpende tilbagetog gennem Rom. Samme dag havde Hitler, som frygtede et nyt Stalingrad, givet Kesselring ordre om at Rom ikke skulle forsvares. I løbet af de næste tre dage blev arrieregarden gradvis løbet over ende og Rom blev indtaget i de tidlige morgentimer den 5. juni. Clark holdt en improviseret pressekonference på trappen ved rådhuset på Kapitolhøjen samme morgen. Han sørgede for at det var en rent amerikansk affære ved at placere militærpoliti ved vejkrydsene og nægte adgang til byen for britisk militær.

## Efterspil
Selv om kontroversen fortsætter om hvad der kunne være sket hvis general Lucas havde været mere udfarende fra starten er de fleste kommentatorer enige om, at den oprindelige angrebsplan var fejlbehæftet, og stiller spørgsmålstegn ved om den oprindelige landgang med blot to infanteridivisioner uden støtte fra kampvogne var tilstrækkelig til at afskære hovedvej 6 og derpå afvise de uundgåelige modangreb, der ville komme når Kesselring omplacerede sine styrker.

Bind 5 af Churchill's Anden Verdenskrig er fuld af underforstået kritik af Lucas, som får skylden for at Operation Shingle mislykkedes som følge af hans forsigtighed. Efter krigen udtalte Kesselring imidlertid den holdning 
| Citat | Det ville have været katastrofalt for anglo-amerikanerne at strække sig for vidt. Landgangsstyrken var oprindelig svag, kun en division infanteri eller deromkring og uden kampvogne. Det var en halvhjertet offensiv, og det var jeres grundlæggende fejl.. | Citat |
|       | |       |

 Desuden skrev Alexander i sin officielle rapport: "Det faktiske begivenhedsforløb var formentlig det mest fordelagtige i den sidste ende."
Churchill forsvarede operationen ved Anzio. Efter hans mening var der tilstrækkelige styrker til rådighed. Han havde tydeligvis gjort en stor politisk indsats for at sikre bestemte ressourcer, især de ekstra LSTer, som var nødvendige for at kunne landsætte en ekstra division, men også specifikke enheder, som ville være nyttige under angrebet, såsom det amerikanske 504. faldskærmsregiment. Han hævdede, at uanset det taktiske resultat af operationen var der en øjeblikkelig strategisk fordel i forhold til krigen i almindelighed. Efter landgangen opgav den tyske overkommando planer om at overføre fem af Kesselrings bedste divisioner til Nordvesteuropa. Dette var klart en fordel for den efterfølgende Operation Overlord. Churchill måtte også sikre, at de britisk dominerede styrker i Italien bidrog til krigen på et tidspunkt hvor den sovjetiske hær led enorme tab på østfronten.
Hvad der står klart er, at på grund af Clarks planlægning slog Operation Diadem (under hvilken de Allierede havde tab på 44.000) fejl i at nå sit mål – nedkæmpelsen af den 10. tyske armé, og tvang de Allierede til endnu et år med brutale kampe, fortrinsvis ved den gotiske-linje fra august 1944 til maj 1945. Det mest ironiske var, at hvis 6. korps' hovedangreb var blevet fortsat på Valmontone-aksen den 26. maj og de følgende dage, ville Clark utvivlsomt være nået før til Rom end han kunne ad ruten via Cisterna. 6. Korps kunne også have afskåret hovedvej 6 og lagt et langt større pres på 10. armé end den gjorde.

## Kendte deltagere
- Denis Healey – senere en fremtrædende Labour-politiker, var landgangsofficer for den britiske brigade ved Anzio.
- Pink Floyd-bassist og sangskriver Roger Waters' far Eric Fletcher Waters blev dræbt under Operation Shingle ved Anzio. En stor del af Pink Floyd-albummet The Final Cut indeholder referencer hertil, især sangen When the Tigers Broke Free.
- Den nuværende leder af BBC Radio 1 Andy Parfitts far, John Raymond Parfitt deltog i den britiske landgangsstyrke ved Anzio. Han blev skudt i hovedet og alvorligt såret i starten af februar.
- "Angelita" var navnet på en lille pige, forældreløs på grund af krigen, som menig Christopher S. Hayes fra Royal Scots Fusiliers hævdede at have fundet, og som han anmodede om information om fra borgmesteren i Anzio 20 år senere. Angivelig blev hun delingens maskot, men blev dræbt blot nogle få dage senere. Historien findes i flere varianter om hvilken hær der adopterede hende, og hvordan hun blev dræbt[49], hvilket fik nogen til at konkludere, at det måtte være en vandrehistorie. Dette er holdningen hos historikeren Carlo D'Este så han stemplede det som en 'myte' om slaget. Ikke desto mindre er historien kommet til at symbolisere den håbløse situation for alle børn i alle krige og var inspiration til en af de mest succesfulde italienske sange i 1960'erne.[50] Byen Anzion rejste et monument til minde om Angelita, som blev afsløret i det Internationale børneår (1979).
- James Arness (født 26. maj 1923 i Minneapolis, Minnesota som James Aurness) er en skuespiller, som er bedst kendt for at portrættere sheriff Matt Dillon i tv-serien Gunsmoke i 20 år. Arness gjorde tjeneste i den amerikanske hær under 2. verdenskrig, og blev alvorligt såret under slaget om Anzio, hvilket betød at han havde en svag halten resten af livet.
- Bill Mauldin kendt vittighedstegner og ophavsmand til Willie and Joe-serien, som optrådte i den amerikanske hærs avis Stars and Stripes var ved Anzio, hvor han gjorde tjeneste i 45. infanteridivision.
- Hollywoodskuespilleren Audie L. Murphy blev den mest dekorerede kampsoldat i det amerikanske militærs historie. Han fik Medal of Honor, det amerikanske militærs højeste udmærkelse for tapperhed foruden 32 andre amerikanske medaljer. Han gjorde tjeneste i B-kompagniet i 1. bataljon af 15. infanteriregiment i 3. infanteridivision.
- James Chichester-Clark, Baron Moyola, en nyudnævnt officer i Irish Guards, som senere blev den 5. premierminister i Nordirland, og den 8. leder af Ulster Unionist Party.
- BBC-journalisten Alan Whicker deltog ved Anzio som medlem af den britiske hærs film- og fotoenhed. Hans dokumentarfilm fra 2004 Whicker's War [51] omhandler hans oplevelser dengang.

## I medier
Wynford Vaughan-Thomas, som havde været BBCs krigskorrespondent under slaget skrev bogen Anzio i 1961. I 1968 blev filmen Anzio, som er en filmudgave af bogen, udsendt.
Pink Floyd sangen "When the Tigers Broke Free" fortælles fra synsvinklen af en søn, hvis far omkom i brohovedet ved Anzio.